# 葉莉
葉 莉（イエ・リー、1981年11月20日 - ）は、中華人民共和国・上海市出身の女子プロバスケットボール選手。バスケットボール女子中国代表にも選ばれており、2004年のアテネオリンピックにも出場している。
夫はバスケットボール選手の姚明（7年間の交際を経て2007年に結婚）。身長190cmで、226cmの夫と並んで高身長の夫婦となっている。2人が出会ったのは彼女が17歳の時であった。彼女は最初断っていたものの、姚明がシドニーオリンピックの徽章を送るなど積極的にアプローチを行った結果、彼女も受け入れ2007年8月6日2人は結婚した。